# 安江镇
安江镇，坐落于沅江旁畔，是中华人民共和国湖南省怀化市洪江市下辖的一个乡镇级行政单位。1998年至2004年曾為洪江市政府駐地。至2016年，安江镇有人口约13万人，面积192.8平方千米。2018年安江东站竣工，接入怀邵衡高速铁路。
安江香柚和黔阳冰糖橙為本地特產。2007年10月12日，黔阳冰糖橙被列入中国地理标志产品名录。安江的特色美食是小笼包、干挑碱水面和干挑粗粉。

## 行政区划
安江镇曾经下辖以下地区：
民主路社区、两眼塘社区、油菜园社区、白虎脑社区、桃子垅社区、大畲坪社区、红心社区、豹子垅社区、河西社区、黄花坪村、中山园村、小溪坑村和虹口洲村。2016年建制村、社区合并后，安江镇共管辖9个社区和17个建制村。

## 歷史沿革
安江原名硤洲，宋神宗年间，建立安江砦。据《黔阳县志》记载:“宋熙宁中，章惇平硤洲，改置安江砦。因取沅水平瀾無波得名，内含民安江靖之意”。安江由此得名。明朝易名安江堡，后裁撤堡置安江巡檢司。清道光十二年（1832年），裁安江巡檢司，置安江驛，后改為安江塘，復置安江鎮。抗日战争期间，原芷江机场准备在今安江大沙坪社区建设，后来改为在芷江建设。1949年11月1日，建立安江镇人民政府。1952年至1975年，安江鎮曾經是黔陽專區行署、黔阳县人民政府驻地，1975年，黔阳专区行署驻地迁入懷化縣。2015年，湖南省民政厅批准硤州鄉、龙田乡与安江镇合并设置新的安江镇。

## 教育
安江是教育重镇，怀化学院、湖南医药学院和怀化职业技术学院（原安江农校）曾在此办学。现有洪江市黔阳一中（怀化市五所湖南省示范性普通高中之一），洪江市实验中学（洪江市重点中学）和其他高级中学（如洪江市黔阳二中）、职业中学（如洪江市文武学校）、完全小学（如洪江市安江第二完全小学）等。其中洪江市黔阳一中拥有中型图书馆一座，文化科技中心一处等。

## 交通
安江镇交通便利，其境内有公路和铁路运输
经过安江镇的高速公路
 沪昆高速公路
经过安江镇的国道
320国道
经过安江镇的高速铁路
怀邵衡铁路

## 景點
懷化職業技術學院的前身安江農校位於安江鎮，学者袁隆平曾經在該農校研究過雜交水稻，目前，安江農校已被改建為安江農校紀念園，是全國重點文物保護單位之一。
与安江镇隔沅江相望的岔头乡的高庙遗址是的国家级重点文化保护单位之一。
安江镇内还有文峰塔、关圣宫等。
其中关圣宫建于明朝1628年，是当地百姓为了保佑不被沅水里的妖怪侵扰集资而建。红军长征时期曾作为指挥部。湘西会战时期是中国陆军第四方面军司令部。湘西剿匪时期是民团司令部。建国初期曾作为黔阳县人民法院。关圣宫在上世纪政治运动中遭破坏，目前仅存少部分遗址。